# Élections municipales de 2005 au Saguenay–Lac-Saint-Jean
Les élections municipales québécoises de 2005 se déroulent le 6 novembre 2005. Elles permettent d'élire les maires et les conseillers de chacune des municipalités locales du Québec, ainsi que les préfets de quelques municipalités régionales de comté.
Elles permettent de déterminer les maires et les conseillers de chacune des municipalités locales de même que certains préfets. Ces élections sont les premières tenues en vertu de la Loi sur les élections et les référendums dans les municipalités adoptée en 2001 par l'Assemblée nationale du Québec, qui instaure une nouvelle procédure prévoyant de tenir les élections de tous les postes municipaux dans toutes les municipalités la même journée.

## Saguenay–Lac-Saint-Jean

### Albanel
| Candidats pour la mairie            | Vote | %     |
| ----------------------------------- | ---- | ----- |
| Évangéline Plourde                  | 555  | 67,06 |
| Jean-Marc Mailloux                  | 469  | 32,94 |
| Nombre d'électeurs inscrits : 1 825 |      |       |

### Alma
| Candidats pour la mairie             | Vote  | %     |
| ------------------------------------ | ----- | ----- |
| Gérald Scullion                      | 7 603 | 58,32 |
| Lucille Gagnon                       | 5 433 | 41,68 |
| Nombre d'électeurs inscrits : 23 611 |       |       |

### Bégin
| Candidats pour la mairie | Vote            | %               |
| ------------------------ | --------------- | --------------- |
| Gérald Savard (Sortant)  | Sans opposition | Sans opposition |

### Chambord
| Candidats pour la mairie            | Vote | %     |
| ----------------------------------- | ---- | ----- |
| Bruno Laroche (Sortant)             | 662  | 76,09 |
| Gérard Savard                       | 208  | 23,91 |
| Nombre d'électeurs inscrits : 1 528 |      |       |

### Desbiens
| Candidats pour la mairie          | Vote | %     |
| --------------------------------- | ---- | ----- |
| Johanne Vézina                    | 505  | 82,25 |
| Gilles Doucet                     | 109  | 17,75 |
| Nombre d'électeurs inscrits : 873 |      |       |

### Dolbeau-Mistassini
| Candidats pour la mairie             | Vote  | %     |
| ------------------------------------ | ----- | ----- |
| Georges Simard (Sortant)             | 4 753 | 76,40 |
| Jean-Yves LeCavalier                 | 1 468 | 23,60 |
| Nombre d'électeurs inscrits : 11 600 |       |       |

### Ferland-et-Boilleau
| Candidats pour la mairie | Vote            | %               |
| ------------------------ | --------------- | --------------- |
| Carmen Simard            | Sans opposition | Sans opposition |

### Girardville
| Candidats pour la mairie | Vote            | %               |
| ------------------------ | --------------- | --------------- |
| Jeanne Savard (Sortante) | Sans opposition | Sans opposition |

### Hébertville
| Candidats pour la mairie | Vote            | %               |
| ------------------------ | --------------- | --------------- |
| Léonard Côté (Sortant)   | Sans opposition | Sans opposition |

### Hébertville-Station
| Candidats pour la mairie | Vote            | %               |
| ------------------------ | --------------- | --------------- |
| Jean-Claude Bolduc       | Sans opposition | Sans opposition |

### L'Anse-Saint-Jean
| Candidats pour la mairie            | Vote | %     |
| ----------------------------------- | ---- | ----- |
| Claude Boucher                      | 350  | 45,10 |
| Doris Tremblay                      | 241  | 31,06 |
| Victor Boudreault                   | 124  | 15,98 |
| Vincent Boivin                      | 61   | 7,86  |
| Nombre d'électeurs inscrits : 1 096 |      |       |

### L'Ascension-de-Notre-Seigneur
| Candidats pour la mairie            | Vote | %     |
| ----------------------------------- | ---- | ----- |
| Louis Ouellet                       | 653  | 56,20 |
| Claude Renaud (Sortant)             | 509  | 43,80 |
| Nombre d'électeurs inscrits : 1 523 |      |       |

### La Doré
| Candidats pour la mairie  | Vote            | %               |
| ------------------------- | --------------- | --------------- |
| Jacques Asselin (Sortant) | Sans opposition | Sans opposition |

### Labrecque
| Candidats pour la mairie | Vote            | %               |
| ------------------------ | --------------- | --------------- |
| Daniel Perron (Sortant)  | Sans opposition | Sans opposition |

### Lac-Bouchette
| Candidats pour la mairie            | Vote | %     |
| ----------------------------------- | ---- | ----- |
| André-Guy Laroche                   | 545  | 71,52 |
| Aline Gagnon                        | 167  | 21,92 |
| Réal Tremblay                       | 50   | 6,56  |
| Nombre d'électeurs inscrits : 1 200 |      |       |

### Lamarche
| Candidats pour la mairie  | Vote            | %               |
| ------------------------- | --------------- | --------------- |
| Jean-Guy Fortin (Sortant) | Sans opposition | Sans opposition |

Claude Bourgault devient maire de la municipalité en 2007.
- Changement nécessaire en raison de la démission du maire Jean-Guy Fortin pour cause d'allégation, plus tard confirmation, de conflit d'intérêts en avril 2007.

### Larouche
| Candidats pour la mairie  | Vote            | %               |
| ------------------------- | --------------- | --------------- |
| Réjean Lévesque (Sortant) | Sans opposition | Sans opposition |

### Métabetchouan–Lac-à-la-Croix
| Candidats pour la mairie  | Vote            | %               |
| ------------------------- | --------------- | --------------- |
| Lawrence Potvin (Sortant) | Sans opposition | Sans opposition |

### Normandin
| Candidats pour la mairie     | Vote            | %               |
| ---------------------------- | --------------- | --------------- |
| Lucien Guillemette (Sortant) | Sans opposition | Sans opposition |

### Notre-Dame-de-Lorette
| Candidats pour la mairie  | Vote            | %               |
| ------------------------- | --------------- | --------------- |
| Daniel Tremblay (Sortant) | Sans opposition | Sans opposition |

### Péribonka
| Candidats pour la mairie | Vote            | %               |
| ------------------------ | --------------- | --------------- |
| Gilbert Goulet           | Sans opposition | Sans opposition |

### Petit-Saguenay
| Candidats pour la mairie          | Vote | %     |
| --------------------------------- | ---- | ----- |
| Thérèse Gaudreault                | 320  | 68,38 |
| Jocelyn Gagné                     | 148  | 31,62 |
| Nombre d'électeurs inscrits : 679 |      |       |

### Rivière-Éternité
| Candidats pour la mairie          | Vote | %     |
| --------------------------------- | ---- | ----- |
| Rémi Gagné (Sortant)              | 196  | 59,39 |
| Yves Dufour                       | 134  | 40,61 |
| Nombre d'électeurs inscrits : 438 |      |       |

### Roberval
| Candidats pour la mairie | Vote            | %               |
| ------------------------ | --------------- | --------------- |
| Denis Lebel              | Sans opposition | Sans opposition |

- Michel Larouche devient maire à partir de 2007 à la suite de la démission du maire Denis Lebel qui devient député du parti conservateur du Canada dans la circonscription de Roberval—Lac-Saint-Jean lors d'élections partielles fédérales.

### Saguenay
| Partis                                | Partis                | Candidats pour la mairie | Vote   | %     |
| ------------------------------------- | --------------------- | ------------------------ | ------ | ----- |
|                                       | Indépendant           | Jean Tremblay            | 45 081 | 71,43 |
|                                       | Parti vision nouvelle | Mireille Jean            | 16 740 | 26,52 |
|                                       | Indépendant           | André Reid               | 1 295  | 2,05  |
| Nombre d'électeurs inscrits : 113 051 |                       |                          |        |       |

### Saint-Ambroise
| Candidats pour la mairie | Vote            | %               |
| ------------------------ | --------------- | --------------- |
| Marcel Claveau (Sortant) | Sans opposition | Sans opposition |

### Saint-André-du-Lac-Saint-Jean
| Candidats pour la mairie          | Vote | %     |
| --------------------------------- | ---- | ----- |
| Gabriel Martel                    | 205  | 57,10 |
| Claude Desbiens                   | 154  | 42,90 |
| Nombre d'électeurs inscrits : 457 |      |       |

### Saint-Augustin
| Candidats pour la mairie          | Vote | %     |
| --------------------------------- | ---- | ----- |
| Nicole Fortin (Sortant)           | 170  | 62,73 |
| Philippe Lapointe                 | 101  | 37,27 |
| Nombre d'électeurs inscrits : 333 |      |       |

### Saint-Bruno
| Candidats pour la mairie  | Vote            | %               |
| ------------------------- | --------------- | --------------- |
| Réjean Bouchard (Sortant) | Sans opposition | Sans opposition |

### Saint-Charles-de-Bourget
| Candidats pour la mairie | Vote            | %               |
| ------------------------ | --------------- | --------------- |
| Bertrand Couture         | Sans opposition | Sans opposition |

### Saint-David-de-Falardeau
| Candidats pour la mairie            | Vote | %     |
| ----------------------------------- | ---- | ----- |
| Jean-Yves Dufour                    | 872  | 53,83 |
| Rénald Gaudreault                   | 748  | 46,17 |
| Nombre d'électeurs inscrits : 2 277 |      |       |

### Saint-Edmond-les-Plaines
| Candidats pour la mairie | Vote            | %               |
| ------------------------ | --------------- | --------------- |
| Jean-Guy Doré            | Sans opposition | Sans opposition |

### Saint-Eugène-d'Argentenay
| Candidats pour la mairie          | Vote | %     |
| --------------------------------- | ---- | ----- |
| Steeve April (Sortant)            | 161  | 46,13 |
| Jean-Claude Laforest              | 95   | 26,65 |
| Roger Harvey                      | 93   | 27,22 |
| Nombre d'électeurs inscrits : 498 |      |       |

### Saint-Félicien
| Candidats pour la mairie            | Vote  | %     |
| ----------------------------------- | ----- | ----- |
| Gilles Potvin                       | 2 262 | 55,91 |
| Jean Girard                         | 1 784 | 44,09 |
| Nombre d'électeurs inscrits : 8 367 |       |       |

### Saint-Félix-d'Otis
| Candidats pour la mairie          | Vote | %     |
| --------------------------------- | ---- | ----- |
| Jean-Marie Claveau                | 411  | 61,25 |
| Pierre Deslauriers                | 260  | 38,75 |
| Nombre d'électeurs inscrits : 968 |      |       |

### Saint-François-de-Sales
| Candidats pour la mairie | Vote            | %               |
| ------------------------ | --------------- | --------------- |
| Victor Desgagnés         | Sans opposition | Sans opposition |

### Saint-Fulgence
| Candidats pour la mairie            | Vote | %     |
| ----------------------------------- | ---- | ----- |
| Gilbert Simard                      | 656  | 68,12 |
| Gisèle Girard (Sortante)            | 253  | 26,27 |
| Jimmy Allaire                       | 54   | 5,61  |
| Nombre d'électeurs inscrits : 1 706 |      |       |

### Saint-Gédéon
| Candidats pour la mairie            | Vote | %     |
| ----------------------------------- | ---- | ----- |
| Yvon Drolet                         | 743  | 60,90 |
| Jean-Paul Boucher                   | 477  | 39,10 |
| Nombre d'électeurs inscrits : 1 773 |      |       |

### Saint-Henri-de-Taillon
| Candidats pour la mairie          | Vote | %     |
| --------------------------------- | ---- | ----- |
| André Paradis                     | 267  | 47,51 |
| Jean Larouche (Sortant)           | 156  | 27,76 |
| Gilles Guay                       | 139  | 24,73 |
| Nombre d'électeurs inscrits : 730 |      |       |

### Saint-Honoré
| Candidats pour la mairie            | Vote  | %     |
| ----------------------------------- | ----- | ----- |
| Marie-Luce Demers-Martin            | 1 637 | 85,93 |
| Denis Tremblay                      | 268   | 14,07 |
| Nombre d'électeurs inscrits : 3 559 |       |       |

### Saint-Ludger-de-Milot
| Candidats pour la mairie | Vote            | %               |
| ------------------------ | --------------- | --------------- |
| Marc Laliberté           | Sans opposition | Sans opposition |

### Saint-Nazaire
| Candidats pour la mairie            | Vote | %     |
| ----------------------------------- | ---- | ----- |
| Éric Girard (Sortant)               | 796  | 76,76 |
| Louis-Maurice Tremblay              | 241  | 23,24 |
| Nombre d'électeurs inscrits : 1 515 |      |       |

### Saint-Prime
| Candidats pour la mairie   | Vote            | %               |
| -------------------------- | --------------- | --------------- |
| Bernard Généreux (Sortant) | Sans opposition | Sans opposition |

### Saint-Stanislas
| Candidats pour la mairie    | Vote            | %               |
| --------------------------- | --------------- | --------------- |
| Thérèse Lapointe (Sortante) | Sans opposition | Sans opposition |

### Saint-Thomas-Didyme
| Candidats pour la mairie | Vote            | %               |
| ------------------------ | --------------- | --------------- |
| Denis Tremblay (Sortant) | Sans opposition | Sans opposition |

### Sainte-Hedwidge
| Candidats pour la mairie  | Vote            | %               |
| ------------------------- | --------------- | --------------- |
| Gilles Toulouse (Sortant) | Sans opposition | Sans opposition |

### Sainte-Jeanne-d'Arc
| Candidats pour la mairie | Vote            | %               |
| ------------------------ | --------------- | --------------- |
| Gaston Morin (Sortant)   | Sans opposition | Sans opposition |

### Sainte-Monique
| Candidats pour la mairie | Vote            | %               |
| ------------------------ | --------------- | --------------- |
| Georges Bouchard         | Sans opposition | Sans opposition |

### Sainte-Rose-du-Nord
| Candidats pour la mairie          | Vote | %     |
| --------------------------------- | ---- | ----- |
| Laurent Thibeault                 | 194  | 64,67 |
| François-Xavier Girard            | 106  | 35,33 |
| Nombre d'électeurs inscrits : 446 |      |       |